# Júlia néni és a tollnok – avagy mindennap új folytatás!
A Júlia néni és a tollnok – avagy mindennap új folytatás! (eredeti cím: Tune in Tomorrow) 1990-ben bemutatott amerikai romantikus filmvígjáték, melyet Jon Amiel rendezett. A forgatókönyvet William Boyd írta, Mario Vargas Llosa 1977-es Julia néni és a tollnok című regénye alapján. A film zenéjét Wynton Marsalis szerezte, aki zenekarával együtt cameoszerepben is feltűnik. A főbb szerepekben Peter Falk, Keanu Reeves és Barbara Hershey látható. 
Világpremierje 1990. szeptember 15-én volt a Torontói Nemzetközi Filmfesztiválon. Az Amerikai Egyesült Államokban 1990. október 26-án mutatták be.

## Cselekmény
Az 1950-es években Martin Loader a New Orleans-i WXBU helyi rádióadónál dolgozik, ahol Pedro Carmichael forgatókönyvíróként tevékenykedik. Pedro hírhedt arról, hogy tabudöntögető és provokatív sztorijaiban ismerősei személyes történeteit dolgozza fel, emellett gyűlöli az albánokat (melynek sértő vicceken keresztül rendszeresen hangot is ad a műsorban, az albán kisebbség legnagyobb felháborodására). Az idős férfi szárnyai alá veszi a fiatal Martint. Martin nem vér szerinti nagynénje, az elvált Julia sok év után visszatér a városba, Martin pedig azonnal beleszeret az idősebb nőbe. Amint Pedro tudomást szerez románcukról, elkezdi annak részleteit belevinni „A kertváros királyai” című folytatásos, szappanoperaszerű rádióműsorába.
Martin és Julia nemsokára nem csupán magánéletük már megtörtént epizódjait, de kapcsolatuk lehetséges jövőbeli eseményeit is visszahallja a rádióból.

## Szereplők
| Színész            | Szerep                | Magyar hang    |
| ------------------ | --------------------- | -------------- |
| Barbara Hershey    | Julia néni            | Andresz Kati   |
| Keanu Reeves       | Martin Loader         | Széles Tamás   |
| Peter Falk         | Pedro Carmichael      | Szabó Gyula    |
| Bill McCutcheon    | Puddler               |                |
| Dedee Pfeiffer     | Nellie                |                |
| Patricia Clarkson  | Olga néni             | Málnai Zsuzsa  |
| Richard Portnow    | Luke bácsi            | Besenczi Árpád |
| Adam LeFevre       | nagydarab albán férfi |                |
| Henry Gibson       | Big John Coot         |                |
| Peter Gallagher    | Richard Quince        |                |
| Joel Fabiani       | Ted Orson             |                |
| Dan Hedaya         | Robert Quince         |                |
| Buck Henry         | Serafim atya          |                |
| Hope Lange         | Margaret Quince       |                |
| John Larroquette   | Albert Quince doktor  |                |
| Elizabeth McGovern | Elena Quince          |                |
| Richard B. Shull   | Leonard Pando         | Rajhona Ádám   |
| Ray McKinnon       | kezdő riporter        |                |
| Gladys Vega        | titkár                |                |
| Jack Wallace       | rendőr                |                |

A The Neville Brothers együttes tagjai önmagukat alakítják a filmben.

## A film készítése
Mario Vargas Llosa Julia néni és a tollnok című regénye eredetileg az 1950-es évekbeli perui Limában játszódik. A filmben New Orleansra változtatták a helyszínt, az évtized azonban változatlan maradt. A Pedro Carmichael nevű szereplő a könyvben egy Pedro Camacho névre hallgató bolíviai volt, aki – a filmmel ellentétben – nem az albánokat, hanem az argentinokat gyűlölte.
A forgatás 1989. augusztus 15-én kezdődött az észak-karolinai Wilmingtonban. A Hugo hurrikán elpusztította a díszletek egy részét, így a forgatás New Orleansban folytatódott és 1989 novemberére be is fejeződött.

## Fogadtatás

### Bevételi adatok
A 11 millió dollárból készült film az Amerikai Egyesült Államokban csupán 1,8 millió dolláros bevételt ért el.

### Kritikai visszhang
A Rotten Tomatoes weboldalon a film 12 kritika alapján 50%-os értékelést kapott.
Roger Ebert filmkritikus négyből két és fél csillagra értékelte a filmet. Véleménye szerint a film nézése közben „néha könnyen elnevetjük magunkat, néha bizonytalanul és néha meg csak nézzük a képernyőt és azon tűnődünk, ezt miért gondolta bárki is viccesnek”. Hozzátette, a film egyenetlen komikus hangvétele problémát okoz a cselekmény során.

## Fordítás
- Ez a szócikk részben vagy egészben  a   Tune in Tomorrow című angol Wikipédia-szócikk fordításán alapul.  Az eredeti cikk szerkesztőit annak laptörténete sorolja fel. Ez a jelzés csupán a megfogalmazás eredetét és a szerzői jogokat jelzi, nem szolgál a cikkben szereplő információk forrásmegjelöléseként.